# Beautiful Teacher in Torture Hell
Beautiful Teacher in Torture Hell è un film del 1985 diretto da Masahito Segawa ed appartenente al genere Pinku Eiga.

## Trama
Un'insegnante di Kendo trova lavoro in una scuola di un piccolo villaggio. L'entusiasmo iniziale termina quando scopre di essere finita in  una trappola tesa da una sua amica nonché collega di scuola. Catturata, spogliata e segregata in uno scantinato, la povera donna subirà sevizie e torture di ogni tipo.